# Fortuna mutabile
Fortuna mutabile: Al·lusió al fet que, en la vida de qualsevol persona es viuen moments de sort i moments de dissort.
La Fortuna era, per als grecs i els romans, la divinitat que repartia capriciosament el bé i el mal.
Era representada per una dona amb els ulls embenats, com a al·legoria de la seva arbitrarietat, o també al costat d'una roda que feia girar sense parar amb el peu a fi d'enlairar uns homes i d'enfonsar-ne uns altres; aquesta al·legoria fou molt divulgada a l'edat mitjana.